# Guillermo Luis de Anhalt-Harzgerode
Guillermo Luis de Anhalt-Harzgerode (Harzgerode, 18 de agosto de 1643 - Harzgerode, 14 de octubre de 1709) fue un príncipe alemán de la Casa de Ascania y último gobernante del principado de Anhalt-Harzgerode.
Él era el mayor de los hijos, y único varón, del Príncipe Federico de Anhalt-Harzgerode, con su primera esposa Juana Isabel, hija del Príncipe Juan Luis de Nassau-Hadamar.

## Vida

Armas de Guillermo Luis de Anhalt-Harzgerode

Guillermo Luis sucedió a su padre en Harzgerode cuando este murió en 1670. De 1660 a 1668, fue el segundo en la línea de sucesión del principado de Anhalt-Bernburg, hasta el nacimiento del primer hijo varón de su primo, el Príncipe Víctor Amadeo.

## Matrimonios
El 25 de julio de 1671, Guillermo Luis contrajo matrimonio en Laubach con Isabel Albertina (Kassel, 6 de marzo de 1631 - Harzgerode, 2 de enero de 1693), hija del Conde Alberto Otón II de Solms-Laubach. Ella era catorce años mayor que él, y quizás por esta razón la unión no tuvo hijos.
En Frederiksborg, en las cercanías de Copenhague, el 20 de octubre de 1695 Guillermo Luis contrajo segundas nupcias con Sofía Augusta (Dillenburg, 28 de abril de 1666 - Usingen, 14 de enero de 1733), hija del Príncipe Enrique de Nassau-Dillenburg. Esta unión no tuvo hijos tampoco, a pesar de que Sofía Augusta era veintitrés años más joven que Guillermo Luis.
Sin ningún descendiente de su matrimonio, a su muerte Anhalt-Harzgerode volvió a fusionarse con la línea principal de Anhalt-Bernburg, gobernado en ese tiempo por su primo Víctor Amadeo.